# 屠格涅夫站
屠格涅夫站（羅馬化：Turgenevskaya）是莫斯科地鐵的一個車站，站名取自於屠格涅夫廣場。屠格涅夫站是卡盧加－里加線的車站，開通於1972年1月5日。車站裝飾以白色大理石為主，較為簡單。